# La Segunda
La Segunda è un periodico pubblicato in Cile che esce al pomeriggio dal lunedì al venerdì. Si distribuisce nelle regioni di Valparaiso, Metropolitana, del Libertador General Bernardo O'Higgins e limitatamente alla stagione estiva in quella di Coquimbo. È stato fondato nel 1931 ed appartiene al gruppo El Mercurio Sociedad Anónima Periodística. La pubblicazione è di ideologia vicina alla destra conservatrice e ha la caratteristica di riportare avvenimenti accaduti anche la mattina stessa del giorno d'uscita dato che è disponibile nelle edicole a partire dalle 14:00.

La Segunda (in origine chiamato La Segunda de Las Últimas Noticias) nacque come ammodernamento dell'allora giornale Las Últimas Noticias, nel Cile di quell'epoca c'era una sovrabbondanza di pubblicazioni, originatasi nel periodo della caduta del governo di Carlos Ibáñez del Campo.
All'inizio degli anni 70 del XX secolo è ricordato per la sua opposizione a Salvador Allende ma anche per il sostegno al golpe militare di Augusto Pinochet; durante quel periodo fu utilizzato come mezzo di propaganda del governo. Famosa fu la copertina del 24 luglio 1975 dove si diceva che i membri del movimento d'opposizione Movimiento de Izquierda Revolucionaria (MIR) si stavano uccidedendo tra di loro all'estero in una lotta intestina, alla fine si scoprì che erano stati assassinati nel paese, il caso divenne noto come
Operación Colombo, il titolo della testata di quel giorno recitava "Exterminados como ratones" (uccisi come topi).
Negli ultimi anni il periodico ha ampliato la sua diffusione anche se in alcune regioni la copia è disponibile con un giorno di ritardo.

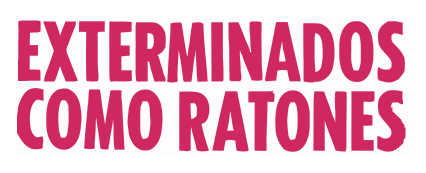
La copertina de La Segunda del 24 luglio 1975